# Diseuse
Eine Diseuse ist eine Künstlerin des Kabaretts, die fremde oder selbstgeschriebene Chansons und Texte vorträgt. Der männliche Kollege wird Diseur genannt. Die Bezeichnung kommt aus dem Französischen und leitet sich von dire („sagen, sprechen, reden“) ab.
Die Bedeutung des Worts Chansonnette erklärt Meyers Konversations-Lexikon 1905 als „Liedchen, meist komischen oder frivolen Inhalts“ und merkt an: „Im Deutschen oft fälschlich statt Chansonnettensängerin (französisch chanteuse, chansonniere).“

## Diseusen (Auswahl)
Künstlerinnen, die als Diseuse bezeichnet werden oder sich selbst so bezeichnen und beschrieben sind:
- Uschi Amberger (1940–2020)
- Elsie Attenhofer (1909–1999)
- Liane Augustin (1927–1978)
- Imke Barnstedt (* 1942)
- Ortrud Beginnen (1938–1999)
- Doris Bierett (* 1950)
- Ilse Bois (1896–1960)
- Susanne Brantl (* 1967)
- Stella Brooks (1915–2002)
- Ingrid Caven (* 1938)
- Maria Collm (1901–1988)
- Georgette Dee (* 1958)
- Doddy Delissen (1904–1987)
- Marya Delvard (1874–1965)
- Marlene Dietrich (1901–1992)
- Marie Dubas (1894–1972)
- Alix Dudel (* 1956)
- Blandine Ebinger (1899–1993)
- Maria Eichhorn (1879–1930)
- Else Ehser (1894–1968)
- Veronika Faber (* 1945)
- Fritzi Frou (1875–1941 oder 1942)
- Yvette Guilbert (1865–1944)
- Romy Haag (* 1951)
- Georgette Hagedoorn (1910–1995)
- Ada Hecht (1912–2001)[4]
- Kirsten Heiberg (1907–1976)
- Emmy Hennings (1885–1948)
- Ursula Herking (1912–1974)
- Trude Hesterberg (1892–1967)
- Loni Heuser (1908–1999)
- Gussy Holl (1888–1966)
- Lotti Huber (1912–1998)
- Stella Kadmon (1902–1989)
- Sonja Kehler (1933–2016)
- Greta Keller (1903–1977)
- Gerlinde Kempendorff (* 1955)
- Hildegard Knef (1925–2002)
- Trude Kolmann (1904–1969)
- Cissy Kraner (1918–2012)
- Sandra Kreisler (* 1961)
- Kate Kühl (1899–1970)
- Evelyn Künneke (1921–2001)
- Zarah Leander (1907–1981)
- Brigitte Lebaan (1926–1988)
- Margo Lion (1899–1989)
- Maria Mallé (* 1947)
- Mela Mars (1882–1919)
- Louise Martini (1931–2013)
- Gisela May (1924–2016)
- Marietta di Monaco (1893–1981)
- Carli Nagelmüller (1884–1930)
- Ulrike Neradt (* 1951)
- Désirée Nick (* 1956)
- Kaete Nick-Jaenicke (1889–1967)
- Elfriede Ott (1925–2019)
- Christine Prayon (* 1974)
- Georg Preuße (* 1950)
- Veronika von Quast (* 1946)
- Jessy Rameik (1934–2018)
- Carola Regnier (1943–2011)
- Rut Rex-Viehöver (* 1931)
- Marika Rökk (1913–2004)
- Beate Roos-Reuter (1899–1994)
- Schwabinger Gisela (1929–2014)
- Josma Selim (1886–1929)
- Magda Sonja (1886–1974)
- Ursula Staack (* 1943)
- Gerta Stecher (* 1950)
- Peggy Stone (1907–2009)
- Nessi Tausendschön (* 1960)
- Rosa Valetti (1876–1937)
- Helen Vita (1928–2001)
- Claire Waldoff (1884–1957)
- Christiane Weber (1975–2012)
- Grethe Weiser (1903–1970)
- Hanne Wieder (1925–1990)